# Sedan (Frankrijk)
Sedan is een Franse gemeente aan de Maas en een onder-prefectuur van het departement Ardennes. De gemeente telde 16.727 inwoners op 1 januari 2022.

## Geschiedenis
De oudste vermelding van Sedan dateert uit 997. De plaats hing af van de Abdij van Mouzon, die een priorij bouwde op de plaats van het latere kasteel. De graven Van der Marck verwierven de heerlijkheid Sedan in 1424. Later kwam ze door huwelijk aan de familie De la Tour d'Auvergne. Van 1547 tot 1642, zowat een eeuw lang, was Sedan een vorstendom onafhankelijk van het koninkrijk Frankrijk.
Onder invloed van zijn echtgenote Françoise de Bourbon bekeerde Henri Robert de La Marck zich eind 1562 tot het calvinisme en verklaarde hij het volgende jaar dat katholicisme en protestantisme op vrije en gelijke voet zouden worden uitgeoefend in zijn vorstendom. Sedan werd een simultaneum en oefende grote aantrekkingskracht uit op protestanten die in de omliggende landen werden vervolgd. In 1577 werd er een gereformeerd college gesticht – vanaf 1602 een volwaardige academie –, en de stad bood onderdak aan protestantse ballingen zoals de drukker Jean Jannon en de ondernemer Bernard Palissy. Tegen 1580 was de bevolking met een kwart toegenomen en was er een nieuwe textielsector ontstaan. In 1593 lieten prinses Charlotte de La Marck en prins-gemaal Hendrik de La Tour d'Auvergne een protestantse tempel bouwen. Na haar dood het volgende jaar gaf Hendrik opdracht voor de constructie van een nieuw stadhuis en een militaire school. Hij liet de bloeiende stad ook versterken. 
Sedan werd in 1642 geannexeerd door Lodewijk XIV na een samenzwering waarbij prins Frederik Maurits de La Tour d'Auvergne betrokken was. Abraham Fabert werd in dat jaar gouverneur van Sedan en opende er de koninklijke manufactuur Le Dijonval. Aan het einde van de 19e eeuw werd de textielnijverheid grootschaliger. De neergang van deze industrie duurde van het midden tot het einde van de 20e eeuw.
Tussen 1790 en 1801 was Sedan een bisdom. In de Frans-Pruisische Oorlog werd op 2 september 1870 tijdens de Slag bij Sedan de Franse keizer Napoleon III met 91.000 van zijn soldaten gevangengenomen. Tot 1875 was Sedan een vestingstad. Hierdoor was er geen treinstation in de stad zelf; het dichtstbijzijnde station was in Donchery. Pas in 1884 werd het station van Sedan geopend. Tussen 1899 en 1914 was er ook een tram in Sedan. Tijdens de Tweede Wereldoorlog vielen de Duitse troepen het neutrale België binnen en staken in de Operatie Fall Gelb bij Sedan de Maas over, waardoor zij achter de Maginotlinie konden komen.

## Bezienswaardigheden
Bezienswaardig is het kasteel van Sedan, met 35.000 m2 een van de grootste kastelen van Europa.

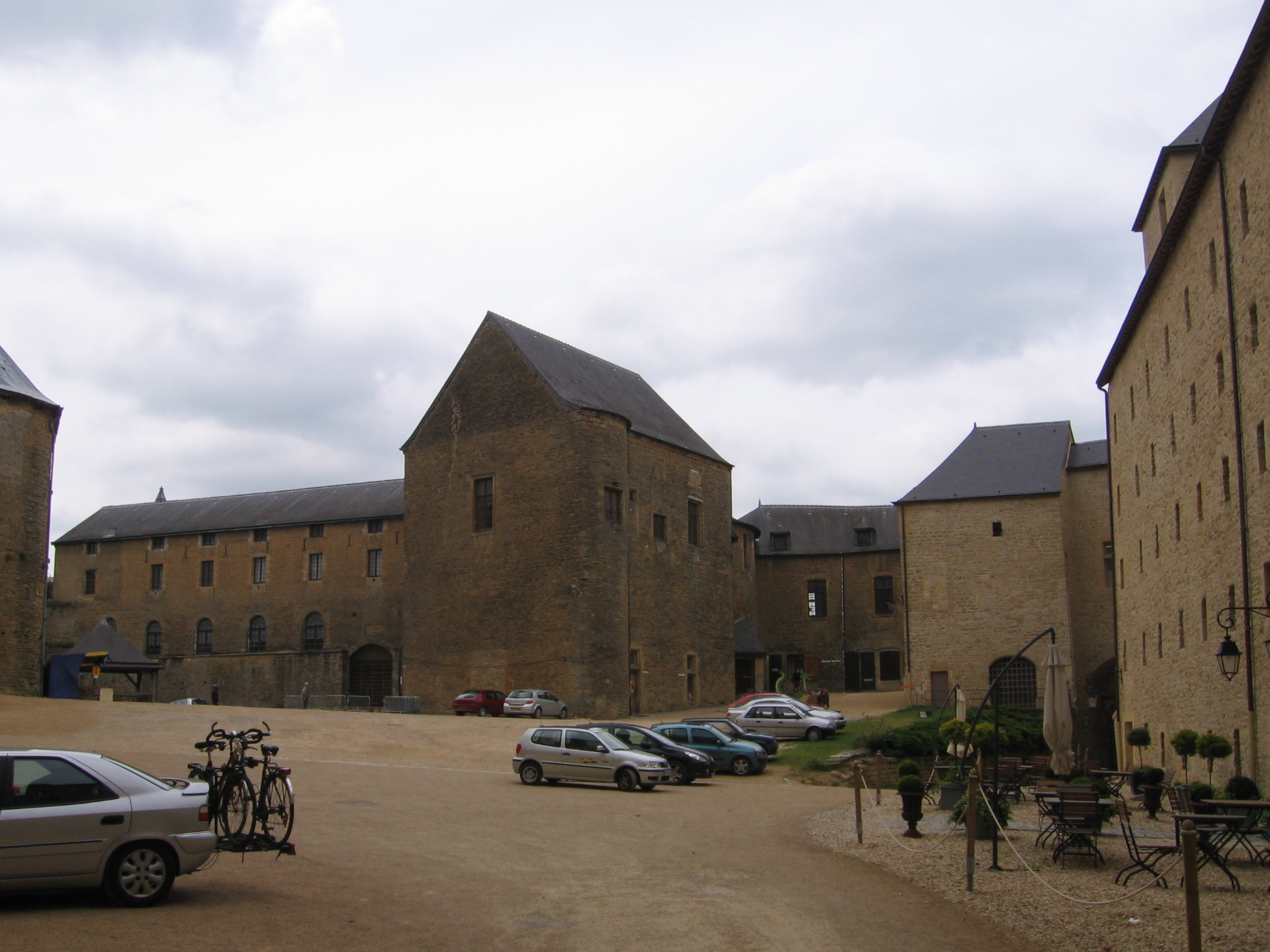
Binnenplaats
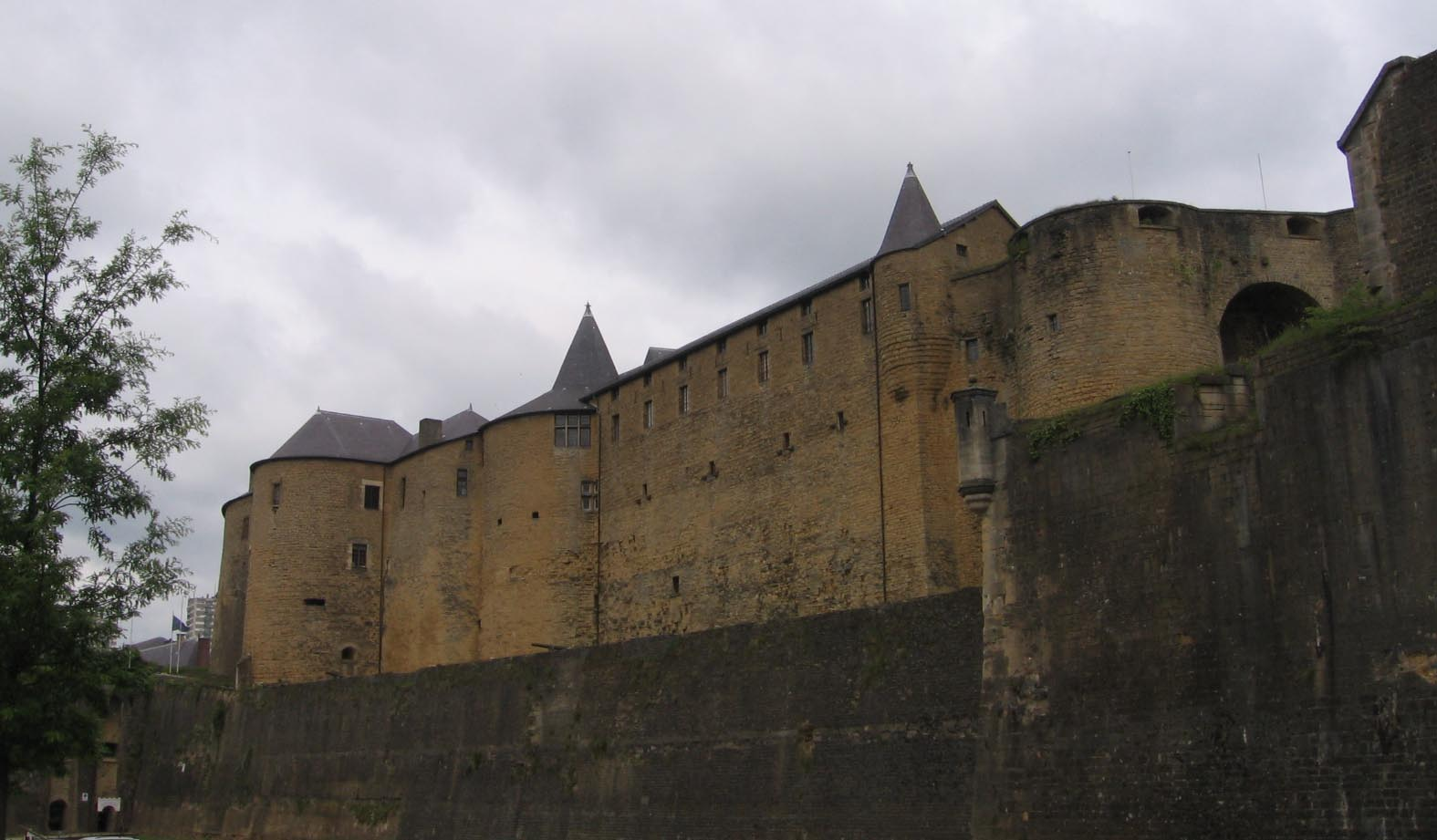
Kasteel van Sedan
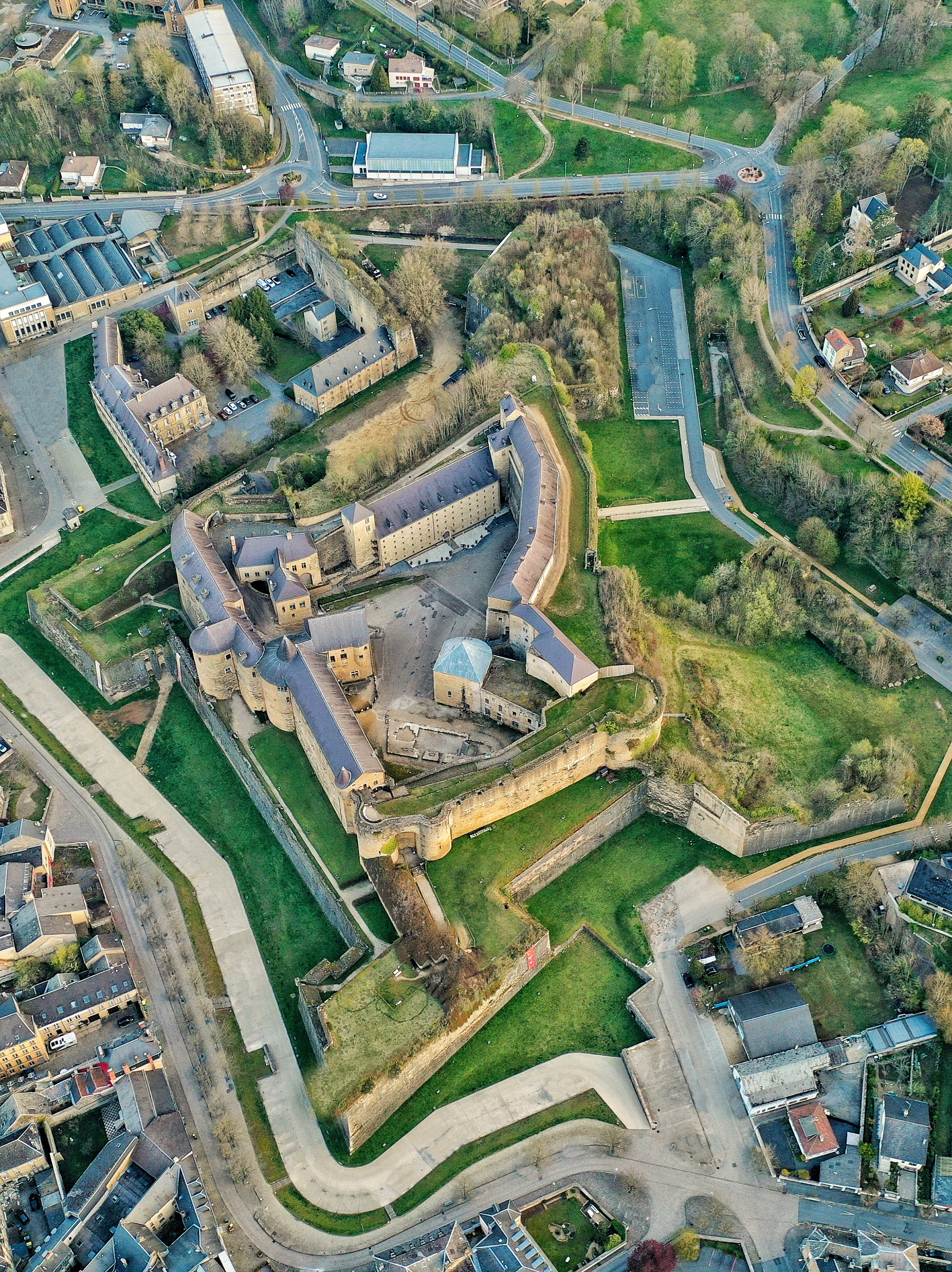
Van boven gezien

## Geografie
De oppervlakte van Sedan bedraagt 16,28 vierkante kilometer; Op 1 januari 2022 was de bevolkingsdichtheid 1.027,5 inwoners per km².
De Maas stroomt door de gemeente. Het Canal de l'Est volgt de loop van de Maas in Sedan, uitgezonderd een meander van de Maas ter hoogte van het oude stadscentrum, die wordt afgesneden door het kanaal.
De onderstaande kaart toont de ligging van Sedan met de belangrijkste infrastructuur en aangrenzende gemeenten.

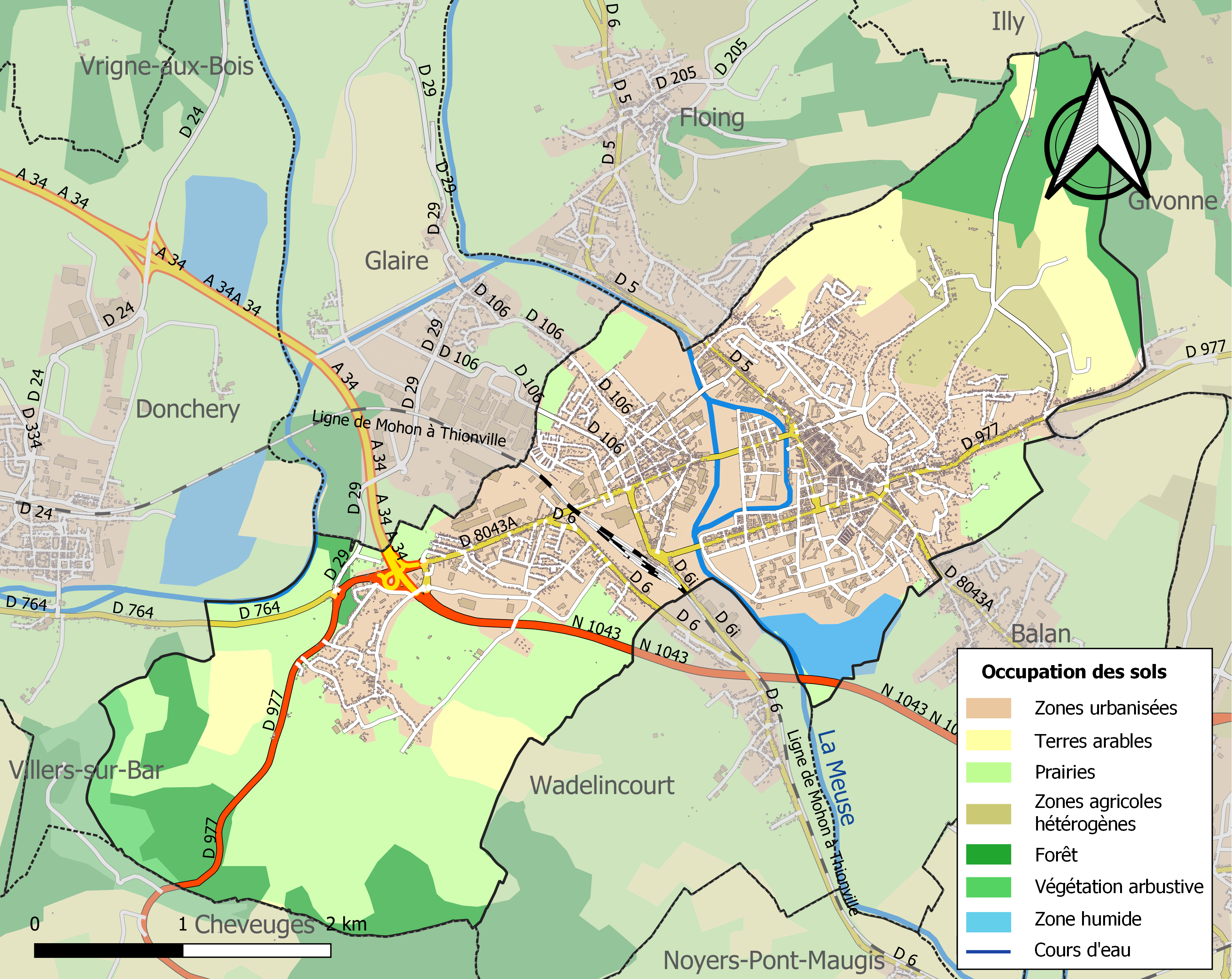

### Stedenbouw
Sedan bestaat uit verschillende wijken:

#### Faubourg de la Cassine

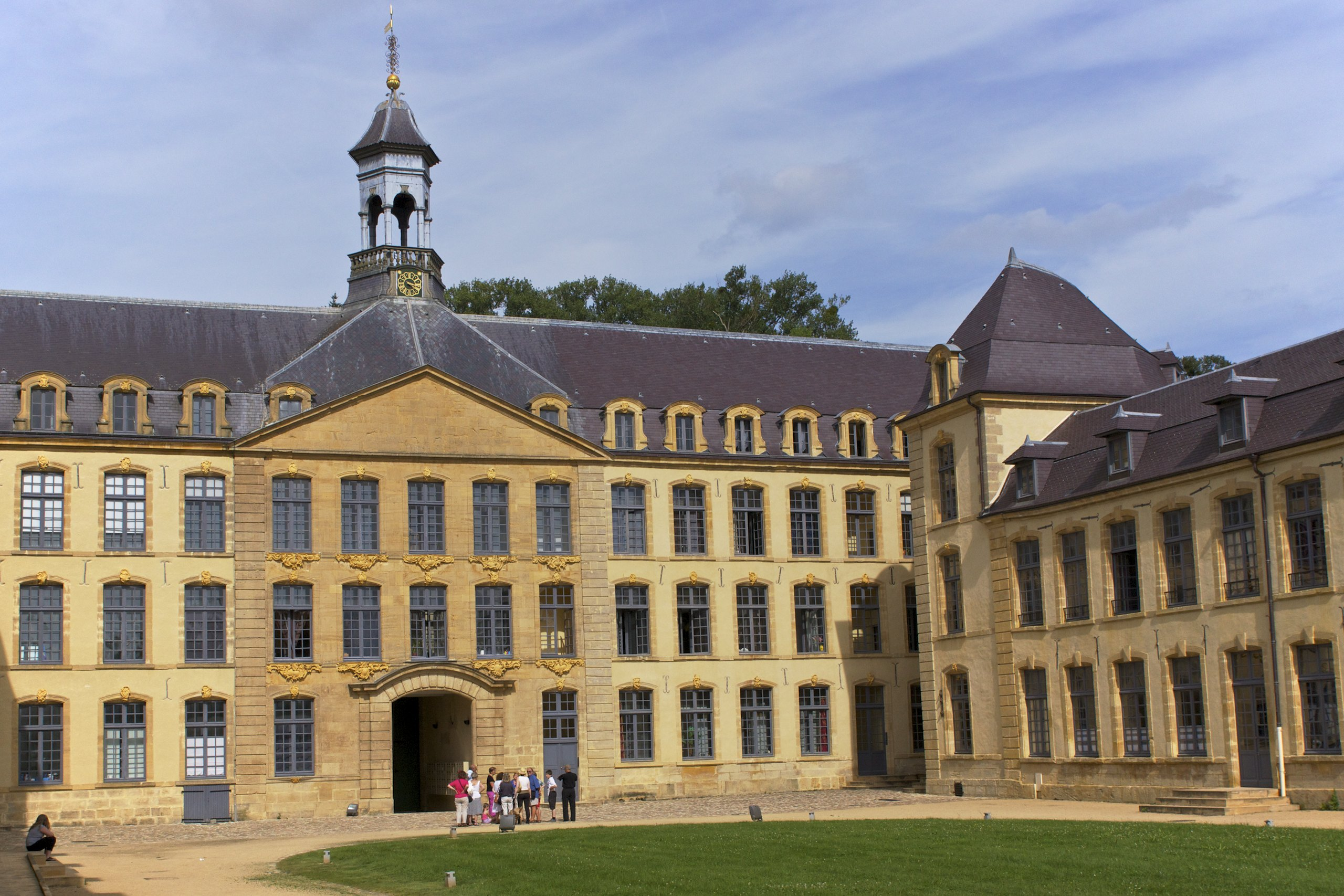
Koninklijke manufactuur van Le Dijonval

Deze wijk ligt op de oostelijk oever van de Maas ten noorden van het centrum. Hier staan de oude, 18e-eeuwse gebouwen van de Koninklijke manufactuur van Le Dijonval. Verder is hier het ziekenhuis Centre hospitalier de Sedan gevestigd. Cultusplaatsen zijn de rooms-katholieke Chapelle de la Miséricorde (18e eeuw) en de Turkse moskee.

#### Faubourg du Ménil
Deze wijk ligt in het zuidoosten van de gemeente. Hier staan de gebouwen van de voormalige kazerne Quartier Fabert, gebouwd tussen 1691 en 1696. Het gebouw is anno 2022 eigendom van de gemeente. Ernaast ligt de brandweerkazerne.

#### Fond de Givonne

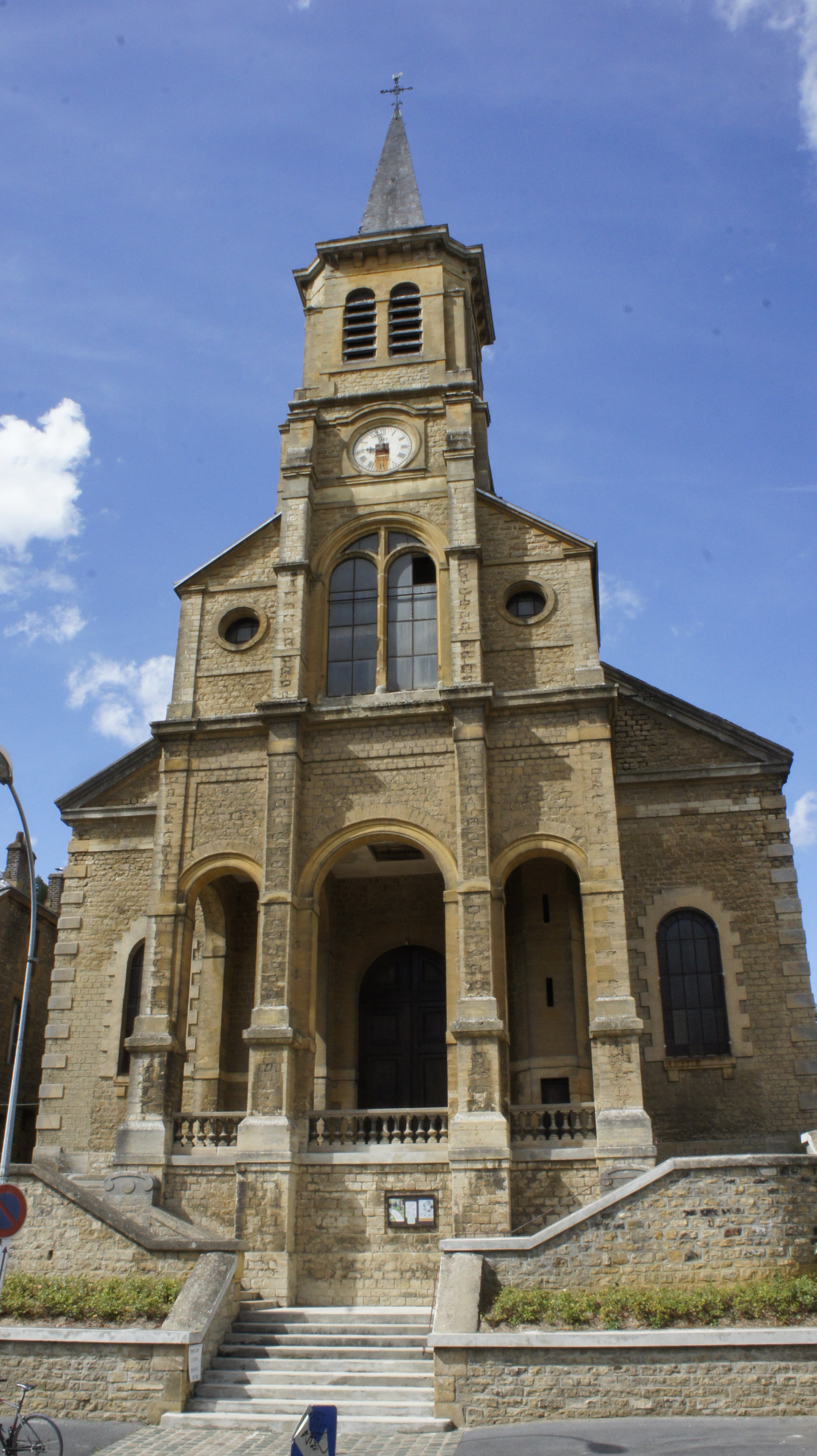
Kerk Saint-Étienne du Fond de Givonne

De wijk ligt in het oosten van de gemeente langsheen de autoweg D977. De neogotische rooms-katholieke kerk Saint-Étienne du Fond de Givonne werd gebouwd in 1845 en herbouwd in 1925 nadat ze zware oorlogsschade had geleden tijdens de Eerste Wereldoorlog.

#### Frénois
In 1965 werd Frénois als onafhankelijke gemeente opgeheven en opgenomen in de gemeente Sedan. Het dorp ligt in het zuidwesten van de gemeente. De oudste delen van de parochiekerk Saint-Pierre-Saint-Paul (het schip en de toren) zijn 12e-eeuws. Het koor werd gebouwd in 1624. De kerk werd sterk verbouwd in de 18e en 19e eeuw.

#### Hauteurs
Deze nieuwbouwwijk ligt ten oosten van de Faubourg de la Cassine op de oostelijke oever van de Maas. Hier werd in de tweede helft van de 20e eeuw vooral hoogbouw neergezet. De 19e-eeuwse kazerne Asfeld is omgebouwd in appartementen. Een historisch monument is de crypte van de verdwenen kapel van het klooster van de Ierse kapucijnen. Dit klooster werd gebouwd vanaf 1657 en het gewelf van de crypte is uit 1662. De gemeentelijke begraafplaats Saint-Charles ligt in deze wijk. Hier staat een Duits monument voor de gesneuvelden van 1914, ontworpen door Ludwig Lony en opgericht in 1915. Dit neoklassieke monument gebouwd in gewapend beton is beschermd als een historisch monument.

#### La Sorille
Deze wijk ligt tussen de Maas en het Canal de la Meuse. Hier was in de 19e eeuw industrie gevestigd. De onderprefectuur is sinds 1954 hier gevestigd in een voormalige woning uit 1923. In de jaren 1950 en 1960 werden er appartementsgebouwen neergezet.

#### Le Lac
Deze wijk op de oostelijke oever van de Maas is genoemd naar het meer in het zuiden van de gemeente. Hier werd vanaf de late jaren 1960 hoogbouw neergezet. Het voetbalstadion Stade Louis Dugauguez met een capaciteit van meer dan 24.000 ligt langs de Maas en werd geopend in 2000.

#### Sedan Centre

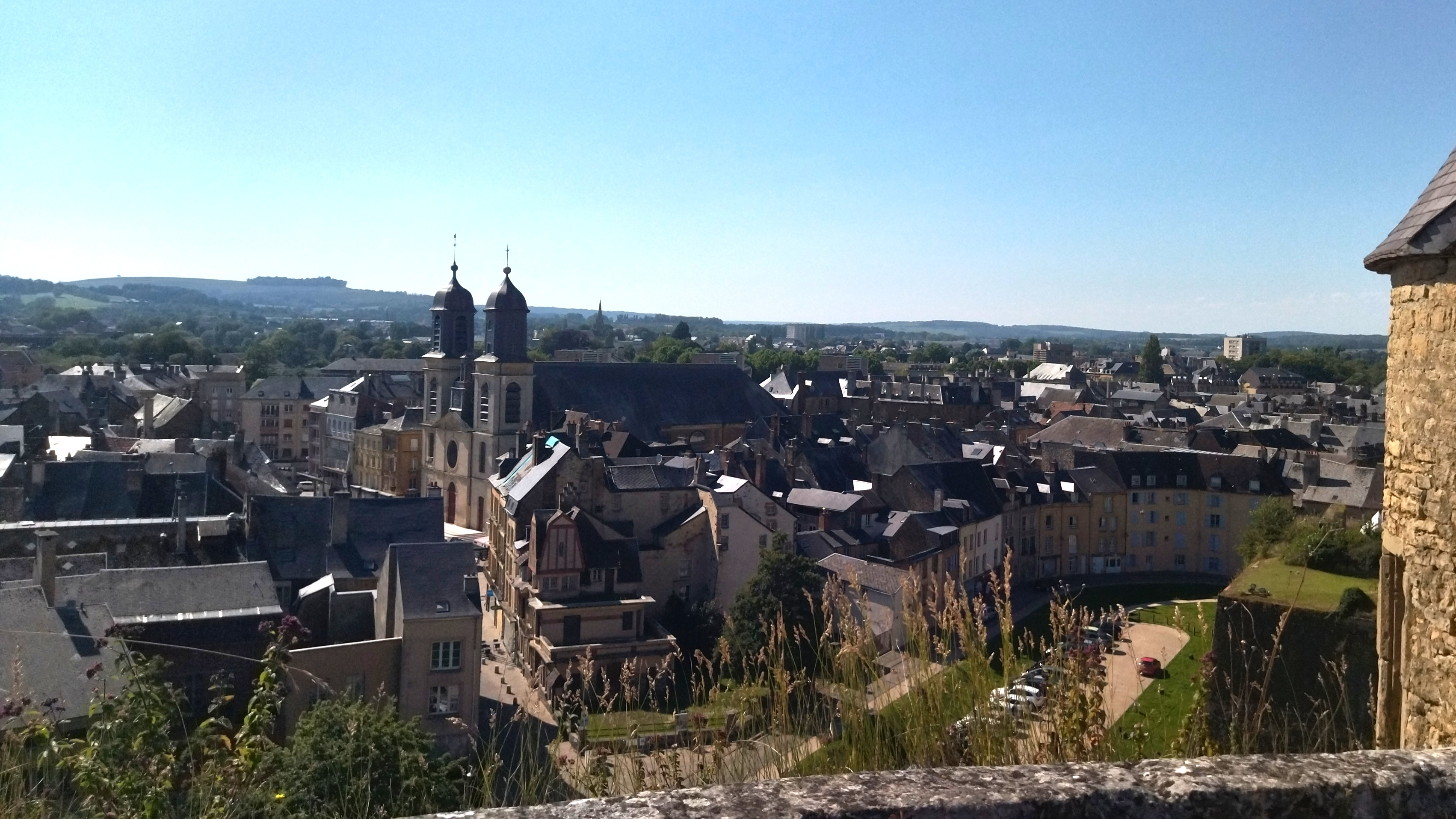
Zicht op de kerk Saint-Charles-Borromée vanaf het kasteel

Deze wijk ligt centraal op de oostelijke oever van de Maas. Hier was industrie - al in de 16e eeuw was er een watermolen; later kwam er textielindustrie en een brouwerij - maar deze wijk is anno 2022 residentieel met ook scholen en musea. Cultusplaatsen zijn de protestantse tempel (1893), de rooms-katholieke kerk Saint-Charles-Borromée (1601), voormalige kathedraal en voordien protestantse kerk, en de synagoge Mazuel (1878).

#### Torcy

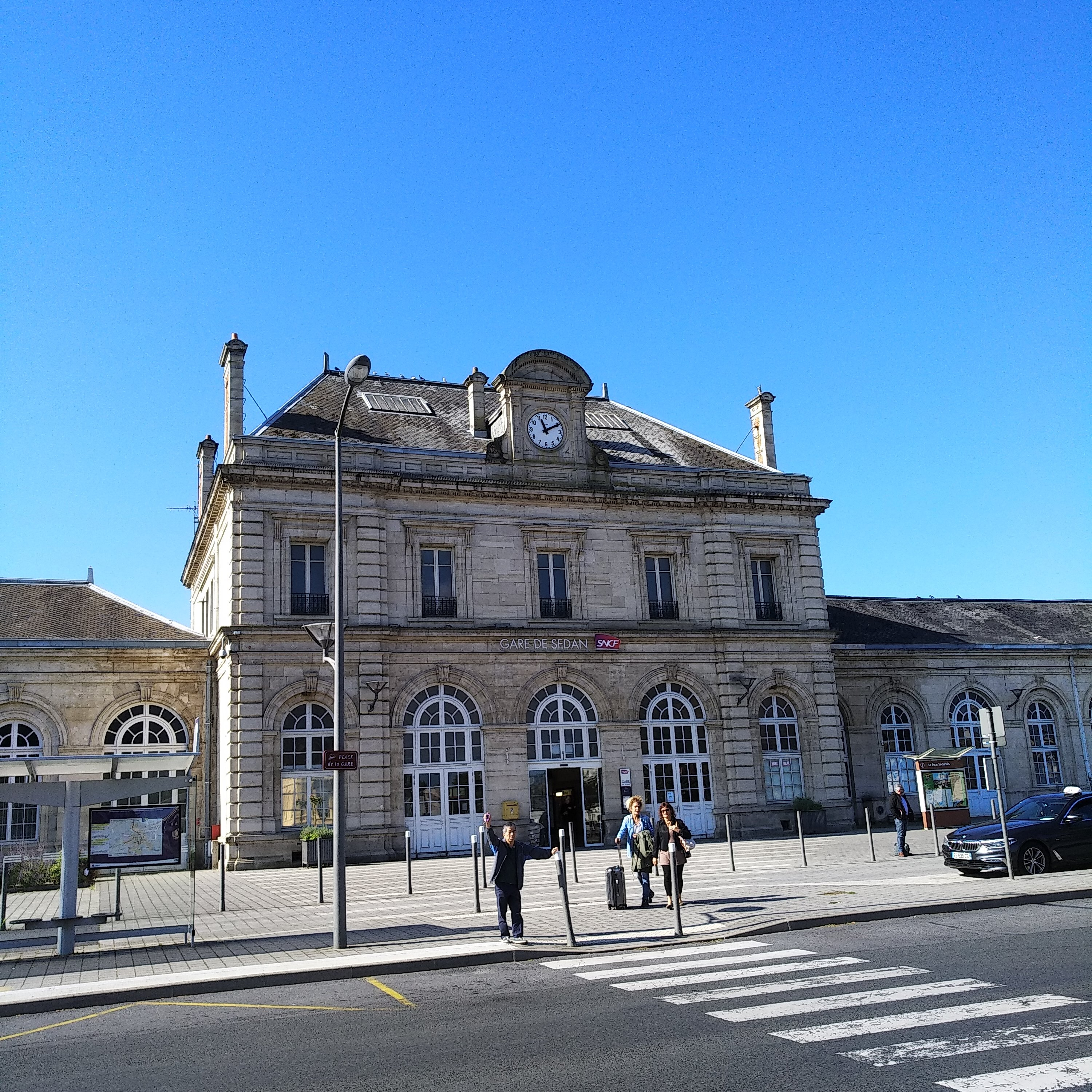
Station van Sedan

Het treinstation werd tussen 1879 en 1884 gebouwd op de westelijke oever van de Maas. In de wijk waren eerder, in de jaren 1860, al scholen gebouwd: het Lycée professionel Jean-Baptiste Clément en de school en het klooster van de sœurs de l’Assomption de Dom Mabillon. Rond het station kwamen er ook fabrieken en een brouwerij. In de jaren 1960 en 1970 werden in de wijk appartementsgebouwen neergezet. Een cultusplaats is de rooms-katholieke kerk Notre Dame-Saint-Léger de Torcy (19e eeuw). 

#### Torcy-Cités
De wijk aan de spoorweg werd gebouwd vanaf 1950 om betaalbare woningen te voorzien. Dit gebeurde via hoogbouw. Vanaf 2006 is er begonnen met een project om deze wijk van meer groen te voorzien en de leefbaarheid te verbeteren. Een cultusplaats is de rooms-katholieke parochiekerk Saint-Vincent-de-Paul (1968).

#### Vieux Sedan
In deze wijk op de oostelijke oever van de Maas liggen het kasteel van Sedan, de Académie des exercices (oude militaire school uit 1607), het paleis van de prinsen van Sedan (1611) en het voormalige stadhuis (1613). In deze wijk liggen belangrijke pleinen zoals het Place de la Halle. Aan het einde van de 19e eeuw werden de bastions van de stad gesloopt. De Place Alsace-Lorraine kwam in de plaats van Bastion Bourbon en werd het nieuwe stadscentrum. De Place Nassau kwam in de plaats van Bastion Nassau. In de 19e eeuw kwam hier ook enige industrie. De gemeentelijke administratie is gevestigd in het voormalige gebouw van de Banque de France (1859).

## Demografie
Onderstaande figuur toont het verloop van het inwonertal.
Vanwege een beveiligingsprobleem met de MediaWiki Graph-software is het momenteel niet mogelijk deze grafiek weer te geven. Zodra de software is bijgewerkt zal de grafiek vanzelf weer zichtbaar worden.

## Sport

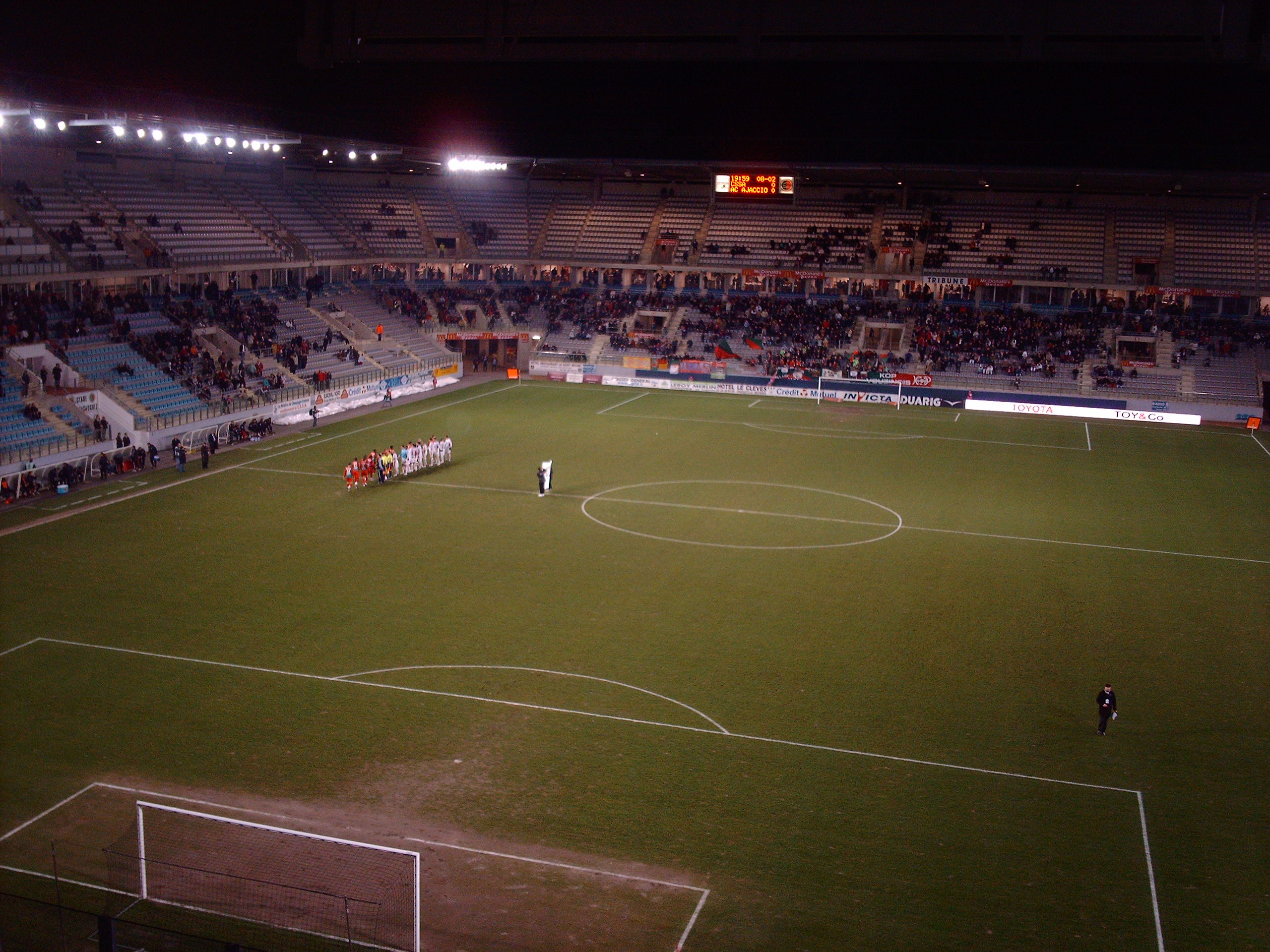
Het Stade Louis Dugauguez

Sedan heeft een eigen voetbalclub, CS Sedan Ardennes.
Sedan is één keer etappeplaats geweest in wielerkoers Ronde van Frankrijk. In 2003 won de Australiër Baden Cooke er de etappe.

## Stedenband
Sinds 1991 onderhoudt Sedan een stedenband met Eisenach in Duitsland.

## Geboren in Sedan
- Everhard van der Marck (1472-1538), rooms-katholiek (aarts)bisschop (o.a. prins-bisschop van Luik)
- Henri de La Tour d’Auvergne (Turenne) (1611-1675), maarschalk
- Jean Delagrive (1689-1757), cartograaf
- Francois Ignace Ervoil d'Oyré (1739-1799), militair
- Nicolas Halma (1755-1828), wiskundige
- Guillaume Louis Ternaux (1763-1833), industrieel en politicus
- Étienne Jacques Joseph Macdonald (1765-1840), militair
- Louis Samuel Béchet de Léocour (1771-1845), militair
- Arsène Thiébaut de Berneaud (1777-1850), militair en agronoom
- Laurent Cunin-Gridaine (1778-1859), industrieel en politicus
- Charles Cunin-Gridaine (1804-1880), politicus
- Agar (Marie-Léonide Charvin, 1832-1891), actrice
- Gustave Deloye (1838-1899), beeldhouwer
- Charles Pilard (1843-1902), componist en musicus
- Jules Depaquit (1869-1924), ingenieur en kunstenaar
- Robert Debré (1882-1978), arts
- Paul Bazelaire (1886-1958), componist en musicus
- Yves Congar (1904-1995), dominicaan, theoloog en kardinaal
- Frédérik Tristan (1931-2022), schrijver
- Michel Fourniret (1942-2021), crimineel (ontvoeringen, verkrachtingen en seriemoorden)
- Yannick Noah (1960), tennisser en zanger
- Emmanuel Magnien (1971), wielrenner